# Gley Lancer
Gley Lancer es un videojuego de tipo matamarcianos de 1992 originalmente desarrollado por NCS Corp., distribuido por Masaya en Japón y por Samsung en Corea del Sur para la Sega Mega Drive/Genesis. Fue relanzado en 2019 por la distribuidora japonesa Columbus Circle. Sigue la historia de Lucia Cabrock, hija de Ken, un almirante de la Federación Naval Terrestre, quien desapareció en medio de una guerra entre los humanos y una raza alienígena desconocida que posee la capacidad de la teletransportación. Con ayuda de su amiga Teim emprenderán una búsqueda para salvar a su padre, robando una nave estelar. El jugador deberá luchar contra oleadas de enemigos y jefes, mientras evita chocar con sus proyectiles y otros obstáculos. La nave Gley Lancer está equipada con dos opciones de satélites, cuyas posiciones y formaciones son determinadas por el jugador.
Gley Lancer fue producido por Toshiro Tsuchida, quien dejó Masaya en 1993 para fundar G-Craft, una compañía conocida por crear las franquicias de Front Mission y Arc the Lad. Noriyuki Iwadare, mejor conocido por su trabajo en las franquicias de Langrisser, Lunar y Grandia, estuvo involucrado en la banda sonora como uno de los cuatro compositores de la compañía de producción musical Cube. El juego obtuvo una recepción mixta de parte de los críticos en su lanzamiento, la mayoría analizándolo como un título importado. La versión original de Mega Drive fue relanzada a través de servicios de descarga en otras plataformas. En 2021, se lanzaron ports para Nintendo Switch, PlayStation 4, PlayStation 5, Xbox One y Xbox Series X/S. El port de Switch obtuvo una respuesta mayormente positiva de parte de los analistas.

## Jugabilidad
El jugador toma el control de la nave Gley Lancer a lo largo de nueve niveles repletos de enemigos y obstáculos, donde avanzará hasta encontrar y derrotar al jefe de cada nivel.
Una mecánica clave en Gley Lancer son las opciones de satélites llamados «gunners», los cuales son activados al disparar a las cápsulas plateadas y azules para recoger diversos tipos de armas. El jugador puede equiparse hasta dos gunners, y ambos poseerán la misma arma. La próxima reemplazará a las anteriores. Al comienzo del juego, el jugador elegirá una de siete formaciones para los gunners. Durante el juego, el Gley Lancer podrá alternar entre cuatro velocidades diferentes.

## Desarrollo y lanzamiento
Gley Lancer fue desarrollado por NCS Corp., una desarrolladora de software japonesa fundada en 1980 por Masaya Fujita, entrando en la industria de los videojuegos en 1985 bajo la marca Masaya. Son mejor conocidos por series como Assault Suit, Langrisser, Kaizō Chōjin Shubibinman y Cho Aniki. El juego fue producido por Toshiro Tsuchida, quien creó las franquicias de Front Mission y Arc the Lad en G-Craft, una compañía fundada por él en 1993 tras haber dejado Masaya. Hikaru Satō tuvo el rol de planificador, con Yukihiro Higuchi como programador principal, mientras que Hiroshi Aizawa fue responsable de las ilustraciones de los personajes. Noriyuki Iwadare, mejor conocido por su trabajo en las franquicias de Langrisser, Lunar y Grandia, también trabajó en la banda sonora bajo la compañía Cube. Varios miembros del personal de NCS han colaborado en el proceso de desarrollo del juego.
Gley Lancer fue distribuido por primera vez en la Sega Mega Drive/Genesis por Masaya el 17 de julio de 1992 en Japón. También fue distirbuido por Samsung en Corea del Sur.[cita requerida] El título del juego se encuentra en engrish, lo cual era común para muchos juegos de disparos de aquella época. La «r» de «grey» fue sustituida por una «l», resultando en el título del juego. En 2006, una traducción no oficial al inglés fue lanzada por el grupo M.I.J.E.T. El juego fue relanzado internacionalmente para la Consola Virtual de Wii el 26 de febrero de 2008 en Japón, el 16 de mayo en Europa, y el 21 de julio en Norteamérica. También fue relanzado en forma digital para Microsoft Windows a través del servicio Project EGG de D4 Enterprise. La versión original de Mega Drive fue relanzada por Columbus Circle el 6 de junio de 2019 en un lote limitado de 2500 copias, contando con una nueva portada ilustrada por Hiroshi Aizawa.
Gley Lancer fue porteado para Nintendo Switch, PS4, PS5, Xbox One y Xbox Series X/S por Ratalaika Games el 6 de octubre de 2021, disponiendo de estados de guardado, funciones de rebobinado, alternancia entre los tipos de satélites, la capacidad de apuntar con la palanca analógica, y texto traducido. Columbus Circle lanzó la edición del «trigésimo aniversario» para la Mega Drive el 28 de octubre de 2022, junto con un CD con temas arreglados por dos de los compositores del juego. Ese mismo año, la distribuidora Retro-Bit también anunció un lanzamiento del juego para Genesis fuera de Japón.

## Recepción
John Davison de Mega Drive Advanced Gaming aclamó los gráficos, el uso de muestras de sonido y los amplios niveles, pero señaló que el juego resultó ocasionalmente frustrante, y expresó su decepción por la falta de un lanzamiento oficial fuera de Japón. Thomas Guise y Paul Glancey de MegaTech destacaron la presentación del juego por su introducción de la historia, y sus cinemáticas. Aunque el sonido solo les pareciera decente, tanto Guise como Glancey criticaron los sprites poco interesantes y la duración del juego en general, recomendando a Thunder Force IV y Twinkle Tale en su lugar. Mat Yeo y Adrian Pitt de Sega Force estuvieron de acuerdo con Davison, Guise y Glancey sobre la presentación y la dificultad. Sin embargo, tanto Yeo como Pitt estuvieron en desacuerdo con Guise y Glancey en términos de gráficos, dejándole comentarios positivos a los jefes coloridos y los sprites detallados, mientras elogiaban el audio.
James Scullion de Sega Pro alabó los gráficos del juego por su desplazamiento rápido, su secuencia de apertura, la banda sonora, las muestras de voces, las opciones de jugabilidad, los controles y la dificultad, pero criticó a los jefes por resultarle fáciles. A diferencia de otros críticos, Julian Rignall y Radion Automatic de Mean Machines Sega aclamaron la presentación y los controles, pero criticaron los sprites «pobres», los efectos visuales y los fondos por su calidad inconsistente. Tanto Rignall como Atomic también criticaron el sonido del juego, la jugabilidad poco original y su duración en general. Andy Dyer de Mega hizo comentarios positivos en cuanto a los gráficos, pero tuvo sentimientos mixtos por su duración y jugabilidad, y criticó el audio. No obstante, a Dyer le pareció un shooter decente. Dean Mortlock de Sega Power compartió ideas similares con Davison y Scullion, considerando al título un matamarcianos bastante estándar pero divertido. Los lectores de la revista japonesa de Sega Saturn votaron para darle a Gley Lancer un puntaje de 7.4341 de 10, clasificándolo en el puesto 215 de los juegos de Mega Drive en una encuesta pública de 1995.
Las reseñas del relanzamiento en la Consola Virtual de Wii fueron en su mayoría positivas. A Damien McFerran de Nintendo Life le pareció gráficamente impresionante por su introducción en estilo animé, recordándole a un título de Sega Mega-CD, sus sprites detallados y su desplazamiento de paralaje, señalando la gran cantidad de opciones de jugabilidad para el usuario. En contraste, Dan Whitehead de Eurogamer declaró que «aquí no hay mucho más para distinguirlo de una multitud de shooters similares ya disponibles más baratos en la CV». Lucas M. Thomas de IGN elogió su presentación, gráficos, audio, jugabilidad y su atractivo duradero general. En retrospectiva, Kurt Kalata de Hardcore Gaming 101 escribió que «aunque el diseño de nivel carezca de pulido, la capacidad de apuntar con tus armas realmente abre nuevas puertas para la jugabilidad de los shooters - tras jugar Gleylancer, el resto de los juegos parecen muy estrictos, con la sola capacidad de disparar en direcciones predeterminadas. Esa es la marca registrada de un excelente juego, y Gleylancer se sienta cómodamente junto a Thunder Force IV y MUSHA como uno de los mejores shooters para la Mega Drive».
El port de Nintendo Switch de Gley Lancer recibió reseñas generalmente favorables, de acuerdo con el sitio web agregador de reseñas Metacritic. Kerry Brunskill de Nintendo Life alabó al número de opciones de flexibilidad, pero vio la incapacidad de jugar la versión original sin la traducción inglesa como un aspecto negativo del port. Shaun Musgrave de TouchArcade aclamó el lanzamiento por su cantidad de funciones, su calidad de emulación y mínima latencia de entrada, declarando que «ya sea que quieras experimentar un clásico que fue difícil de obtener hasta ahora, o simplemente te gusten los matamarcianos de calidad, Gleylancer es una excelente elección». Jamie O'Neill de Push Square también le dio a la versión de PlayStation 5 una perspectiva generalmente positiva.